# Das Quartett: Tödliche Lieferung
Tödliche Lieferung ist ein deutscher Fernsehfilm von Christian Theede aus dem Jahr 2023. Es handelt sich um die fünfte Folge der Krimiserie Das Quartett. Anja Kling, Shenja Lacher, Annika Blendl und Anton Spieker bilden in den Hauptrollen das Ermittlerquartett.

## Handlung
Im Logistikunternehmen „Kurion“ wird Diab Essa, einer der Paketboten, erstochen aufgefunden. Maike Riem und ihr Team von der K14 der Mordkommission Leipzig werden zum Tatort gerufen und finden sich in der supermodernen Hightec-Firma ein. Alles wird elektronisch überwacht und niemand kommt ohne Autorisierung auf das Gelände. Somit dürfte der Täter in der Riege der Angestellten zu suchen sein. Ein erster Verdächtiger ist schnell gefunden, denn aufgrund einer Denunzierung Essas wurde sein Kollege Leo Rubens entlassen. Da das Opfer ein syrischer Flüchtling war, ist aber auch nicht auszuschließen, dass seine Vergangenheit ihn eingeholt hat. Auf der Suche nach Leo Rubens geraten die Ermittler an Alexandra Albrecht, die als Reinigungskraft bei „Kurion“ arbeitet und sehr gut mit Rubens bekannt war. Dass nun auch Rubens, nach einer Überdosis Rauschgift tot aufgefunden wird, scheint die Frau erstaunlicherweise gar nicht zu erschrecken, denn sie wusste, dass er ein ehemaliger Junkie war und aufgrund der Entlassung einen Rückfall hatte.
Bei seinen Ermittlungen stößt das Quartett nicht nur auf eine extrem seltsame Firmenpolitik der totalen Überwachung, sondern auch auf Melissa Kurtz, ein ehemaliges Mitglied des IS. Maike Riem vermutet, dass Essa sie wiedererkannt haben könnte und es damit zu einem Konflikt kam. Die Fragen der Ermittler machen Kurtz Angst und lösen bei ihr eine Panikattacke aus. Aber sie rufen auch Schalko vom BKA auf den Plan, da Kurtz dort bereits im Fokus steht und seit längerem überwacht wird. Damit hat sie zwar ein Alibi für den Tatzeitraum, aber das Quartett will sie nicht so einfach aus dem Kreis der Verdächtigen ausschließen. Maike Riem hält sie für extrem gefährlich und zu allem fähig. Bei dem Versuch Kurtz festzunehmen wird Pia Walther von ihr überwältigt und mit der Waffe bedroht. Christoph Hofherr versucht einzuschreiten, will aber das Leben seiner Kollegin nicht gefährden. So legt er seine Waffe ab und redet solange auf Kurtz ein, bis auch sie die Pistole sinken und sich festnehmen lässt. Bei der Befragung gibt sie an, von den Nachstellungen Essas genervt gewesen zu sein, aber sie hätte ihn nicht getötet. Durch die Befragung erhalten die Ermittler aber einen entscheidenden Hinweise, denn die Kurion-Angestellte Alexandra Albrecht war nicht nur eine gute Kollegin von Leo Rubens, sie war seine Geliebte. Sein Drogentod, ausgelöst durch Essas Beschuldigung, deutet auf ein klassisches Tatmotiv: Rache. Linus hat schon bei der ersten Begegnung mit Albrecht deren Technik-Begabung erkannt und hält sie für fähig, das Kurion-Überwachungssystem austricksen zu können, sodass sie zum Zeitpunkt des Mordes an Essa von keiner Kamera erfasst wurde und auch das Trackingsystem manipuliert haben dürfte. Als sie vorgeben, diese Manipulation nachweisen zu wollen, um damit den Verursacher zu ermitteln, verrät sich die Täterin jedoch nicht wie erhofft. Maike Riem muss ihre psychologischen Fähigkeit einsetzen und redet solange auf Alexandra Albrecht ein, bis diese die Nerven verliert und ein Geständnis ablegt.

## Produktionsnotizen
Die Dreharbeiten erfolgten vom 14. Februar bis zum 12. April 2022 in Leipzig, Berlin und Umgebung. Die Erstausstrahlung erfolgte am 28. Januar 2023 im ZDF. In der ZDF Mediathek wurde der Film am 21. Januar 2023 veröffentlicht.

## Rezeption

### Einschaltquote
Die Erstausstrahlung am 28. Januar 2023 im ZDF wurde von 6,31 Millionen Zuschauern verfolgt, was einem Marktanteil von 23,5 Prozent entsprach.

### Kritik
Tilmann P. Gangloff schrieb für Tittelbach.tv: Das Quartett – Tödliche Lieferung führt diesmal an „den reizvollen Schauplatz des perfekt überwachten Logistik-Zentrums eines Online-Riesen, um sich dann überraschend einem ganz anderen Thema zuzuwenden. Das Drehbuch sorgt ohnehin für einige völlig unerwartete Wendungen. Eine weitere Qualität von ‚Tödliche Lieferung‘ liegt in der Umsetzung durch Regisseur Christian Theede. Die Kamera ist passend zur temporeichen elektronischen Musik auffällig agil, Farbgebung und Lichtsetzung lassen die Optik hochwertig wirken. Obwohl nach wie vor die allzu kurze Zündschnur des von Annika Blendl verkörperten Teammitglieds irritiert, befindet sich die Krimi-Reihe deutlich im Aufschwung.“
Die goldenekamera.de wertete: „Große Glaskästen, sowohl das Präsidium, als auch das Logistikzentrum, Hightechgeräte, Roboter, die sich bekriegen - In dieser Folge erstrahlt Leipzig in modernerem Glanz denn je. Doch das wirkt teilweise auch steril und befremdlich.“ „Leider will der Krimi zu viel. Weniger wäre mehr gewesen. Statt zahlreiche Themen wie Amazon-, Drogen-, IS- und BKA-Anspielungen anzureißen, hätte eine klare Schwerpunktsetzung mit mehr Tiefgang bei einer Geschichte vielleicht mehr Eindruck hinterlassen.“
Oliver Armknecht von film-rezensionen.de meinte: „Wie schon der schwache Vorgänger lässt auch ‚Das Quartett: Tödliche Lieferung‘ befürchten, dass die reizvoll gestartete Krimireihe bereits ihren Zenit überschritten hat. Der Fall um einen ermordeten Paketboten endet in einem bizarren Themenmischmasch. Und auch das Team selbst enttäuscht durch Beliebigkeit.“
Die Kritiker der Fernsehzeitschrift TV Spielfilm kamen zu dem Urteil: „Bis zum Schluss können Ermittler wie miträtselnde Zuschauer keinen Verdächtigen ausschließen. Kaum ein Motiv wird hier ausgelassen — ob Rache, Politik, Erpressung oder Angst: Es gibt viele Erklärungen, warum der ‚supernette‘ Paketbote, der ‚die schweren Pakete bis ins Wohnzimmer gebracht‘ und sogar geklingelt (!) hat, sterben musste.“ Fazit: „Spannende, vielschichtige Rätselei für Hobbyermittler.“